# Benvävnad

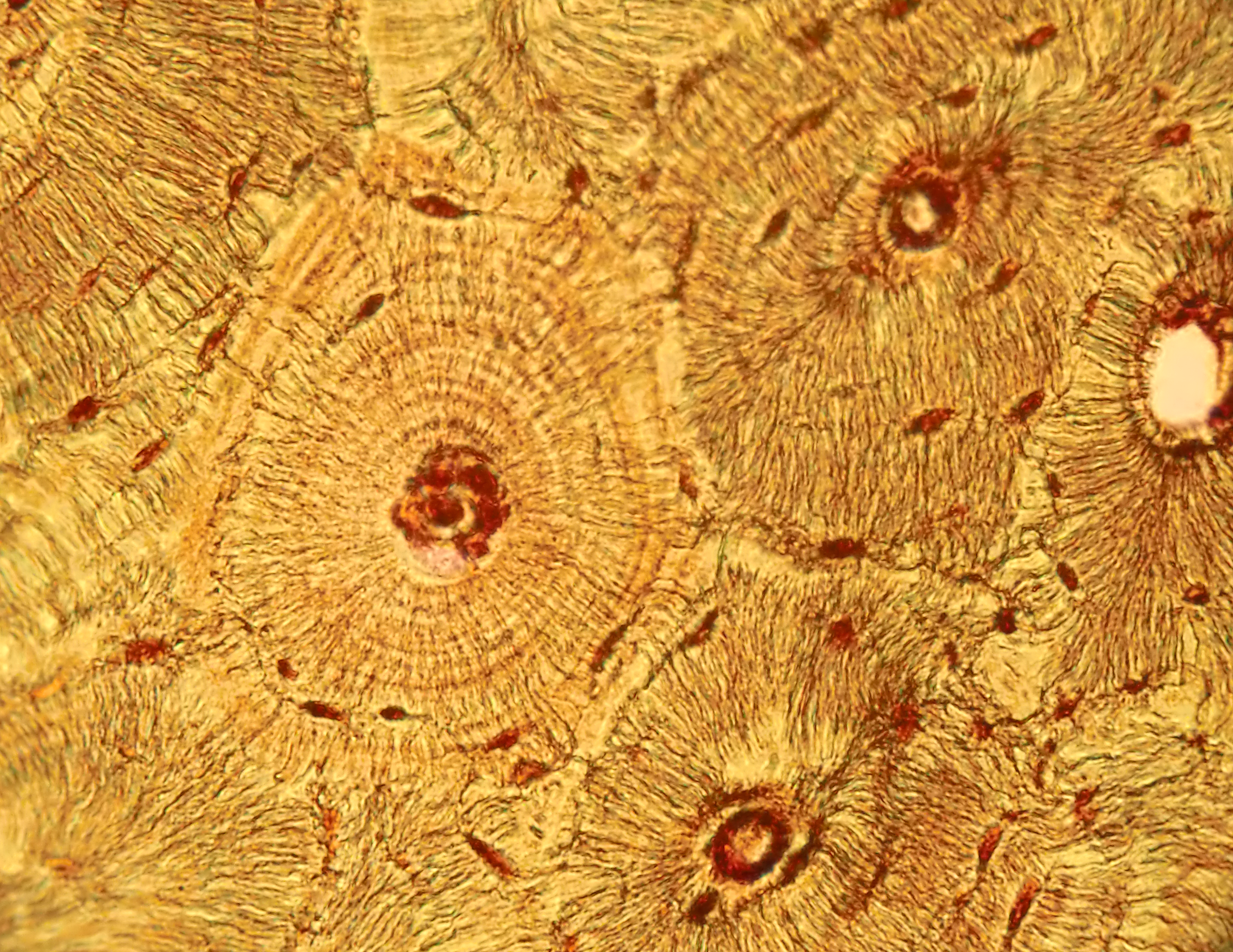
Tvärsnitt av benvävnad (kompakt ben), ca 100x förstoring

Benvävnad är den vävnad som bygger upp skelettet. Benvävnad är den hårdaste och fastaste stödjevävnaden som förutom organiska ämnen även innehåller oorganiska mineralsalter. Kring de kollagena fibrerna har det utfällts kalksalter främst kalciumhaltig hydroxylapatit, vilket ger benväven och därmed skelettets stabilitet.
Kalcium och fosfat krävs för mineralisering av benvävnad.